# 韩磊
韩磊（1968年2月23日—），又名森布尔，蒙古族，内蒙古呼和浩特市人，中国大陆歌手，内蒙古青联名誉主席。

## 生平
1968年2月23日出生。父亲汉族，是一名曾参加过第二次国共内战的老兵；母亲蒙古族，是一名幼教老师，韩磊随其母登记为蒙古族。1982年至1988年在中央音乐学院附中学习长号，與景崗山、汪峰為學長學弟關係。1989年至1991年在内蒙古交响乐团任长号演奏员，1991年7月韩磊参加了在北京举行的《新人新声》大型演出，演唱〈愛情飛蛾〉，从此步入中国流行乐坛。此后，韩磊演唱了大量影视剧主题曲，據其統計已達到七百餘首。2001年《康熙王朝》熱播，其演唱之主題曲《向天再借五百年》備受好評。
2007年3月9日，韩磊与其其格（漢名：王燕）在家乡呼和浩特市举办了婚礼，育有一子一女。2009年创建了自己的文化传媒公司。
2013年底參加《我是歌手》（2014年開播），獲得總冠軍，是《我是歌手》史上第一位五冠王，和第一位六冠王。並在該節目表示在第六期演唱的《天邊》的填詞人吉爾格楞是其舅舅，在該次演場前，只在婚禮現場演唱過一次。
在我是歌手進行時，韓磊也因為也曾經是留守家中的農村孩子，更被正式封為變形計公益大使。

## 作品
韩磊的知名歌曲大多为中国大陆热播影视剧的主题曲。
- 对待：1996年《离开雷锋的日子》插曲
- 相知相爱：1997年《甲方乙方》片尾曲
- 辛亥颂：2011年《辛亥革命》片尾曲
- 跟着你到天边：2014年《归来(Coming Home)》主题推广曲

- 走四方：1992年《一路黄昏》片头曲
- 你是我记忆中忘不了的温存：1993年《我爱我家》片尾曲
- 我不想输：1993年《我爱我家》插曲
- 告诉你我是真的：1993年《我爱我家》插曲
- 天蓝蓝海蓝蓝：1994年《潮起潮落》片尾曲
- 天上有没有北大荒：1994年《年轮》片尾曲
- 走了这么久你变了没有：1994年《费家有女》片尾曲
- 二百个春秋五千年的戏：1994年《大老板程长庚》片头曲
- 清史明月照谁家：1996年《隋唐演义》片尾曲
- 金玉良缘：1997年《新天仙配》片尾曲
- 千古英雄浪涛沙：1998年《汉刘邦》片尾曲
- 思念：2000年《突出重围》片尾曲
- 知足人生：2000年《皇嫂田桂花》片尾曲
- 浩浩乾坤：2000年《太平天国》片头曲
- 向天再借五百年：2001年《康熙王朝》片头曲
- 堂堂中国人：2001年《陈真后传》片头曲
- 秦王扫六合：2001年《秦始皇》片头曲
- 风雨人生：2001年《重案六组》片尾曲
- 万紫千红：2002年《火帅》片头曲
- 实心汉子：2003年《荣誉》片头曲
- 看我独剑擎天：2003年《狼侠》片头曲
- 百战英雄：2003年《独行侍卫》片尾曲
- 雁过蓝天：2003年《DA师》片尾曲
- 真英雄：2003年《隋唐英雄传》片头曲
- 男人身上有热血：2004年《历史的天空》片尾曲
- 我们站在雨里：2004年《连城诀》片头曲
- 谁主沉浮：2004年《长河东流》片尾曲
- 世代光荣：2004年《台湾首任巡抚刘铭传》片头曲
- 你是我的房子：2004年《海棠依旧》插曲
- 精忠报国：2004年《巾帼英雄穆桂英》片头曲
- 最后的倾诉：2005年《汉武大帝》片头曲
- 等待：2005年《汉武大帝》片尾曲
- 心灵睡过的地方：2005年《汉武大帝》插曲
- 千百年后谁还记得谁：2005年《汉武大帝》插曲
- 平安梦：2005年《江山风雨情》片头曲
- 汴水流：2005年《江山风雨情》片尾曲
- 守护：2005年《圣水湖畔》片头曲
- 美丽：2005年《美丽的田野》片尾曲
- 梦中的故乡：2005年《格达活佛》片尾曲
- 做个义薄云天的好儿郎：2006年《龙非龙凤非凤》片头曲
- 千古一王：2007年《卧薪尝胆》片尾曲
- 男人底线：2007年《男人底线》片头曲
- 好男儿：2007年《碧血剑》片头曲
- 同根一脉保江山：2008年《台湾1895》片尾曲
- 怎樣的愛：2008年《夢幻天堂》片尾曲
- 走山河：2009年《闖關東中篇》片尾曲
- 信仰：2009年《人间正道是沧桑》片尾曲
- 世界舞台：2009年《上海上海》片尾曲
- 孩子睡吧：2010年《松花江上》片头曲
- 天下太极：2010年《广府太极传奇》片头曲
- 新中国：2011年《开天辟地》片尾曲
- 永恒：2011年《中国地》片尾曲
- 年輕的心：2011年《革命人永遠是年輕》片尾曲
- 江湖有多远：2011年《侠隐记》片头曲
- 北方：2011年《钢铁年代》片尾曲
- 留取大愛待夢圓：2012年《九河入海》片尾曲
- 雲飛揚：2012年《楚漢爭雄》片頭曲
- 高原之巔：2013年《西藏秘密》片頭曲
- 天下英雄：2013年《楚漢傳奇》片頭曲
- 人间水长东：2013年《聂荣臻》片尾曲
- 飞：2013年《麻雀》主题曲
- 望大陆：2014年《原乡》片頭曲
- 四十九日•祭：2014年《四十九日·祭》片頭曲
- 扁担歌：2014年《开国元勋朱德》片尾曲
- 别让我看见：2015年《别让我看见》片尾曲
- 在此刻：2015年《少帅》片頭曲
- 敬敬：2024年《大江大河之岁月如歌》片尾曲
- 千年後的我：待播《霍去病》主題曲

- 为内蒙古喝彩
- 同绘五彩虹
- 山河
- 潮涌东方
- 中华崛起
- 爱过
- 深夜走过长安街
- 将进酒
- 清贫颂
- 永远进攻（中超球队天津泰达队队歌）
- 夢中的母親
- 一飲盡千鍾
- 长城内外

## 春晚歌曲
韩磊曾多次参加由中国中央电视台举办的春节联欢晚会。
- 1997年：公元一九九七
- 1998年：走四方
- 2000年：金瓶似的小山（长号演奏）
- 2001年：好男儿
- 2004年：实心汉子
- 2008年：大雪无情人有情
- 2010年：祖国万岁
- 2014年：老阿姨
- 2015年：人间天河
- 2017年：不忘初心
- 2019年：和祖国在一起

## 《我是歌手》演唱歌曲
韩磊于2014年参加由湖南卫视举办的《我是歌手》：
- 第一期：《等待》（原唱：韓磊） 排名第一
- 第二期：《嫂子頌》（原唱：李娜） 排名第四
- 第三期：《可愛的一朵玫瑰花》（哈薩克族民歌）  排名第四
- 第四期：《暗香》（原唱：沙寶亮） 排名第三
- 第五期：《千言萬語》 （原唱：鄧麗君）  排名第六
- 第六期：《天邊》（原唱：布仁巴雅爾）  排名第二
- 第七期：《爱的箴言》（原唱：羅大佑）  排名第一
- 第八期：《送别》（学堂乐歌）  排名第二
- 第九期：《花房姑娘》（原唱：崔健）  排名第一
- 第十期：《北京北京》（原唱：汪峰）  排名第五
- 半决赛：《在那遥远的地方》（原唱：王洛宾）  排名第一
- 總決赛：
  - 第一轮《掀起你的盖头来》（维吾尔族民歌）
  - 第二轮《鸿雁》（原唱：呼斯楞）+《走四方》（原唱：韓磊）+《向天再借五百年》（原唱：韓磊）總冠軍 / 歌王（排名第一）
- 双年巅峰会：《味道》（原唱：辛晓琪）
- 2015巅峰会：《雁南飛》（原唱：单秀荣）+《呼伦贝尔大草原》（原唱：德德玛）

## 音乐专辑
| 專輯   | 專輯資料                                                                   | 曲目 |
| ------ | -------------------------------------------------------------------------- | --- |
| 第一张 | 《爱情飞蛾》 - 发行公司：上海声像 - 發行日期：1997-03-01 - 曲目数量：11    | 曲目 1. 月夜 2. 爱情飞蛾 3. 旭日旅店 4. 让我们醉 5. 爱与愁交给谁 6. 醒时酒醉 7. 金玉良缘 8. 珠穆朗玛 9. 回望 10. take me your hand 11. thats all right |
| 第二张 | 《帝王之声》 - 发行公司：北京星之星 - 發行日期：2004-12-28 - 曲目数量：13  | 曲目 1. 最后的倾诉 词：葛根塔娜 曲：张宏光 2. 等待 词：葛根塔娜 曲：张宏光 3. 千百年后谁还记得谁 词：葛根塔娜 曲：张宏光 4. 心灵睡过的地方 词：葛根塔娜 曲：张宏光 5. 向天再借五百年 词：樊孝斌 曲：张宏光 6. 千古英雄浪淘沙 词：陈福利 曲：郭鼎立 7. 百战英雄 词：易茗 曲：马丁 8. 浩浩乾坤 词：张俟以 曲：戚建波 9. 你是我的房子 词：路明明 曲：肖石 10. 风雨人生 词：葛根塔娜 曲：张宏光 11. 等待（何璐） 词：葛根塔娜 曲：张宏光 12. 二百个春秋五千年的戏 词：易茗 曲：易茗 13. 走四方 词：李海鹰 曲：李海鹰 |
| 第三张 | 《珍藏韩磊·壹》 - 发行公司：广东星彩 - 發行日期：2005-01-20 - 曲目数量：17 | 曲目 1. 最后的倾诉 2. 等待 3. 千百年后谁又记得谁 4. 心灵睡过的地方 5. 百战英雄 6. 清史明月照谁家 7. 向天再借五百年 8. 开缸酒（唱醉全国 - 05年全新贺岁大作） 9. 千古英雄浪淘沙 10. 浩浩乾坤 11. 思念 12. 千百年后谁又记得谁（韩磊、姚贝娜合唱） 13. 最后的倾诉（伴奏版） 14. 等待（伴奏版） 15. 千百年后谁又记得谁（伴奏版） 16. 心灵睡过的地方（伴奏版） 17. 向天再借五百年（伴奏版） |

## 综藝節目
- 2018年：《漢風秋月2018中秋晚會》表演嘉賓
- 2019年：《我們的師父》嘉賓

## 专辑版权
《珍藏韩磊·壹》的发行方广东星彩文化传播有限公司指责北京星之星文化传播有限公司推出的《帝王之声》侵犯其部分歌曲版权。
北京星之星的负责人却表示《帝王之声》的发行权是通过合法渠道获得的，之所以出现版权纠纷，其主要原因可能是版权方一版多卖。
韩磊通过经纪人表示，他们只支持由星彩推出的《珍藏韩磊·壹》。